# Márcio da Silva Maciel
Márcio da Silva Maciel, mais conhecido por Maciel (Rio de Janeiro, 06 de Abril de 1974), é um ex-futebolista brasileiro que jogava como lateral-esquerdo. Atualmente joga showbol pelo Fluminense.

## Carreira
Formado nas divisões de base do Vasco, Maciel profissionalizou-se no Bangu, em 1996, após uma breve passagem pelo Barra, da Segunda Divisão Carioca. Depois de um ano no clube da Zona Oeste, retornou a São Januário, onde integrou o elenco campeão brasileiro de 1997. Em 1998, foi Campeão Gaúcho com o Juventude, e no segundo semestre, da Copa Rio com o Fluminense. Fez parte também do elenco rebaixado para a Série B do Brasileirao, no mesmo ano. Seu melhor momento na carreira foi em 2005, quando era o titular da brilhante campanha do Volta Redonda, campeão da Copa Finta Internacional, da Taça Guanabara e vice-campeã estadual. Em 2006, estava no grupo do América-RJ que chegou a final da Taça Guanabara.

### Showbol
No showbol, Maciel, além de dois vice-campeonatos (um com o Vasco e um com o América), foi campeão do torneio Rio-São Paulo com o Flumninense, em 2011, quando marcou o gol do título.
Pendurou as chuteiras em 2011, quando estava no América-RJ.

### Clubes
| Ano       | Clube            |
| --------- | ---------------- |
| 1995-1996 | Bangu-RJ         |
| 1997      | Volta Redonda-RJ |
| 1997      | Vasco            |
| 1998      | Juventude-RS     |
| 1998      | Fluminense-RJ    |
| 1999      | Paraná-PR        |
| 2000      | Entrerriense-RJ  |
| 2000      | Volta Redonda-RJ |
| 2001-2002 | Entrerriense-RJ  |
| 2002-2003 | Cabofriense-RJ   |
| 2004      | Ceará-CE         |
| 2004      | CFZ-RJ           |
| 2005      | Volta Redonda-RJ |
| 2005      | CRB-AL           |
| 2007-2008 | America-RJ       |
| 2008      | Madureira        |
| 2009      | Bonsucesso       |
| 2009      | Botafogo-PB      |
| 2010      | Bonsucesso       |
| 2011      | America-RJ       |

### Títulos

#### Futebol
- 1997 - Campeonato Brasileiro - Vasco
- 1998 - Campeão Copa Rio - Fluminense
- 1998 - Campeonato Gaúcho - Juventude
- 2001 - Campeonato Carioca da 2ª divisão - Entrerriense
- 2002 - Campeonato Carioca da 2ª divisão - Cabofriense
- 2005 - Copa Finta Internacional - Volta Redonda
- 2005 - Taça Guanabara - Volta Redonda
- 2005 - Vice-campeão do Campeonato Carioca - Volta Redonda
- 2006 - Vice-Campeão Taça Guanabara - América-RJ

#### Showbol
- 2011 - Torneio Rio-São Paulo de Showbol - Fluminense[1]